# Вахневское сельское поселение
Вахневское сельское поселение — упразднённое сельское поселение в составе Никольского района Вологодской области.
Центр — деревня Вахнево.
Население по данным переписи 2010 года — 792 человека, оценка на 1 января 2012 года — 729 человек.
В 1999 году был утверждён список населённых пунктов Вологодской области. Согласно этому списку существовали сельсоветы:
- Вахневский (ОКАТО 19 234 812) — 11 населённых пунктов, центр — деревня Вахнево,
- Лобовский (ОКАТО 19 234 836) — 11 населённых пунктов, центр — деревня Зелёная Грива[4].

В 2001 году были упразднены деревни Палагино и Каменка Лобовского сельсовета.
1 января 2006 года в соответствии с Федеральным законом № 131 «Об общих принципах организации местного самоуправления в Российской Федерации» образовано Вахневское сельское поселение, в состав которого вошли Вахневский и Лобовский сельсоветы.
Законом Вологодской области от 25 июня 2015 года № 3690-ОЗ, Байдаровское, Вахневское, Нигинское и Теребаевское сельские поселения были преобразованы, путём их объединения, в сельское поселение Никольское с административным центром в городе Никольске.

## География
Расположено на севере района. Граничит:
- на севере с Зеленцовским и Аргуновским сельскими поселениями,
- на востоке с Теребаевским сельским поселением,
- на юге с Нигинским и Кемским сельскими поселениями,
- на западе с Подболотным сельским поселением Бабушкинского района.

## Населённые пункты
В состав сельского поселения входят 20 деревень.
| Населённый пункт         | ОКАТО          | Рег. номер | Расстояние до районного центра, км | Расстояние до центра поселения, км | Индекс | Координаты                      |
| ------------------------ | -------------- | ---------- | ---------------------------------- | ---------------------------------- | ------ | ------------------------------- |
| деревня Большое Оксилово | 19 234 812 002 | 4905       | 40                                 | 1,5                                | 161464 | 59°47′21″ с. ш. 45°12′17″ в. д. |
| деревня Вахнево          | 19 234 812 001 | 4904       | 38                                 | —                                  | 161464 | 59°47′02″ с. ш. 45°10′51″ в. д. |
| деревня Владимирово      | 19 234 836 002 | 4995       | 51                                 |                                    | 161466 | 59°46′15″ с. ш. 44°58′51″ в. д. |
| деревня Есипово          | 19 234 812 003 | 4906       | 43                                 | 4                                  | 161464 | 59°48′44″ с. ш. 45°10′54″ в. д. |
| деревня Захарово         | 19 234 812 004 | 4907       | 37                                 | 2                                  | 161464 | 59°46′20″ с. ш. 45°13′00″ в. д. |
| деревня Зеленая Грива    | 19 234 836 001 | 4994       | 65                                 |                                    | 161466 | 59°46′34″ с. ш. 44°46′56″ в. д. |
| деревня Каменное         | 19 234 812 005 | 4908       | 43                                 | 5                                  | 161464 | 59°45′11″ с. ш. 45°05′38″ в. д. |
| деревня Колесов Лог      | 19 234 836 004 | 4997       | 64                                 |                                    | 161466 | 59°46′39″ с. ш. 44°48′05″ в. д. |
| деревня Котельное        | 19 234 812 006 | 4909       | 46                                 | 8                                  | 161464 | 59°45′38″ с. ш. 45°03′10″ в. д. |
| деревня Малиновка        | 19 234 836 005 | 4998       | 64                                 |                                    | 161466 | 59°46′50″ с. ш. 44°49′07″ в. д. |
| деревня Малое Оксилово   | 19 234 812 007 | 4910       | 41                                 | 3                                  | 161464 | 59°48′07″ с. ш. 45°14′35″ в. д. |
| деревня Орлово           | 19 234 836 006 | 4999       | 58                                 |                                    | 161466 | 59°46′59″ с. ш. 44°53′10″ в. д. |
| деревня Осиновая Гарь    | 19 234 836 007 | 5000       | 59                                 |                                    | 161466 | 59°46′40″ с. ш. 44°52′03″ в. д. |
| деревня Пантелеево       | 19 234 836 009 | 5002       | 68                                 |                                    | 161466 | 59°46′16″ с. ш. 44°44′02″ в. д. |
| деревня Подгорье         | 19 234 812 008 | 4911       | 38                                 | 1                                  | 161464 | 59°46′39″ с. ш. 45°12′04″ в. д. |
| деревня Половина         | 19 234 836 010 | 5003       | 55                                 |                                    | 161466 | 59°46′53″ с. ш. 44°55′43″ в. д. |
| деревня Талица           | 19 234 836 011 | 5004       | 72                                 |                                    | 161466 | 59°45′38″ с. ш. 44°40′27″ в. д. |
| деревня Турино           | 19 234 812 009 | 4912       | 39                                 | 1                                  | 161464 | 59°47′32″ с. ш. 45°10′09″ в. д. |
| деревня Чернино          | 19 234 812 010 | 4913       | 42                                 | 3                                  | 161464 | 59°48′42″ с. ш. 45°09′55″ в. д. |
| деревня Юшково           | 19 234 812 011 | 4914       | 37                                 | 1                                  | 161464 | 59°46′18″ с. ш. 45°11′03″ в. д. |

Населённые пункты Лобовского сельсовета, упразднённые 17.12.2002:
| Населённый пункт | ОКАТО          | Рег. номер | Расстояние до районного центра, км |
| ---------------- | -------------- | ---------- | ---------------------------------- |
| деревня Каменка  | 19 234 836 003 | 4996       | 53                                 |
| деревня Палагино | 19 234 836 008 | 5001       | 92                                 |

Населённые пункты, упразднённые до 2000 года: деревня Августово, деревня Верхоручье, деревня Красная Горка, деревня Лобово, хутор Чернушка.